# Vereniging Leefmilieu
Vereniging Leefmilieu is een Nederlandse milieuorganisatie, die streeft naar een groen en gezond leefmilieu. Leefmilieu definieert dit als een milieu waarin mensen veilig kunnen wonen en werken, zonder gezondheidsschade door milieubelasting en milieuoverlast.

## Geschiedenis

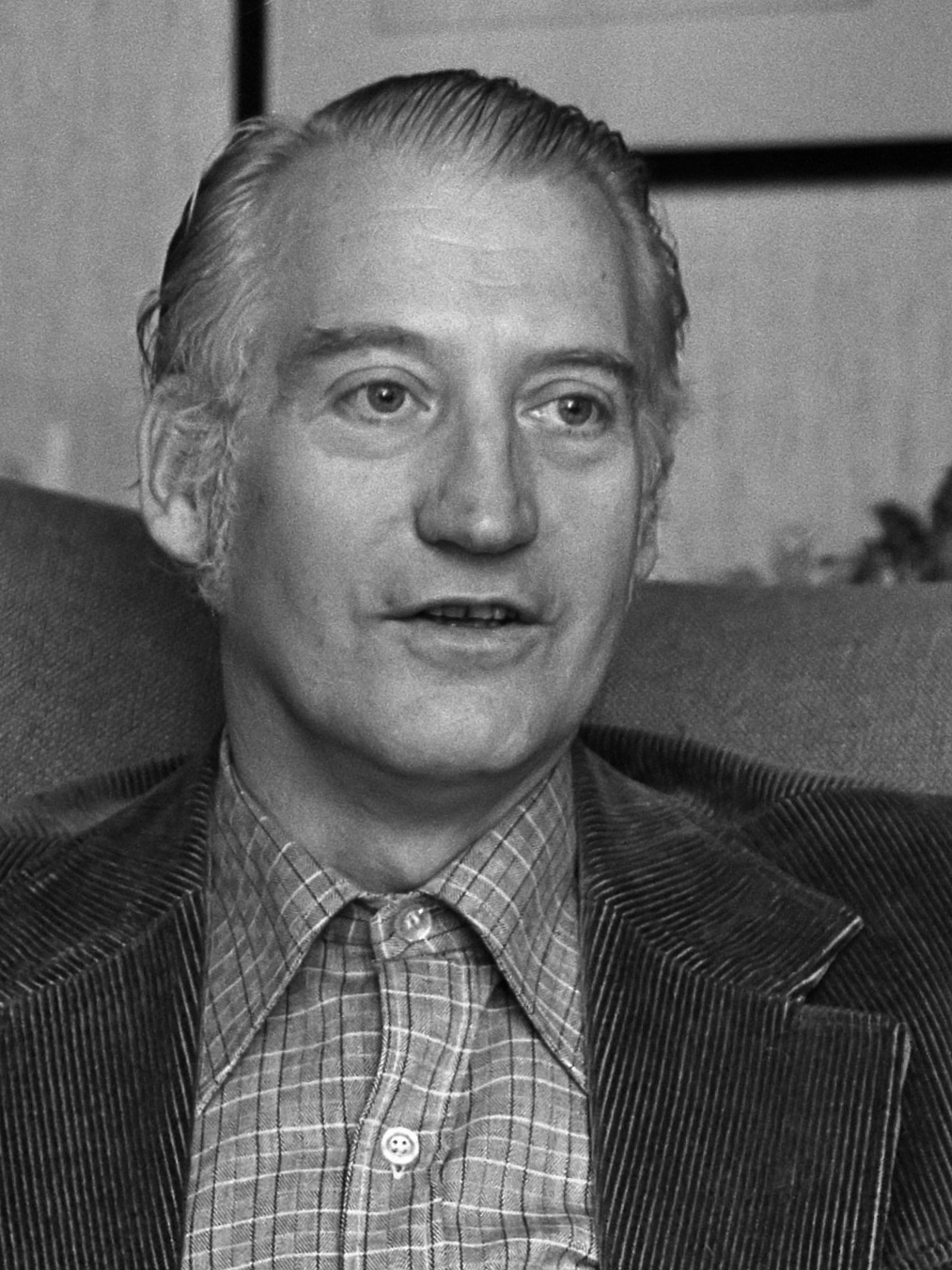
Oprichter Jan Willem Copius Peereboom (1982)

De vereniging werd in 1991 opgericht door Jan Willem Copius Peereboom en J.F.X. van Aar. Tot 2009 heette de vereniging voluit "Vereniging Stedelijk Leefmilieu, Groen- en milieubeheer". Ook al is de vereniging in heel Nederland actief, haar thuisbasis bevindt zich in Nijmegen.
De vereniging zegt ernaar te streven niet enkel negatieve ontwikkelingen te keren maar ook om juist 'positieve ontwikkelingen' te realiseren. Kenmerken van hun aanpak zijn daarbij:
- Hand-en-spandiensten verlenen aan mensen in heel Nederland, die zich inzetten voor hun leefomgeving;
- Zorgen dat de informatie die mensen nodig hebben om mee te kunnen denken en praten goed beschikbaar komt. (Volgens Leefmilieu moet alle relevante informatie digitaal en gratis toegankelijk zijn);
- Nieuwe milieuproblemen bestuderen en zo veel mogelijk mensen daarover informeren en mee laten denken;
- Inspreken en beroep instellen;
- Bij dit alles samenwerken met milieu- en bewonersgroepen, overheden en andere organisaties;
- De activiteiten op een efficiënte en effectieve wijze uitvoeren.

## Projecten
De vereniging heeft diverse projecten. In 2009 was men betrokken bij de volgende projecten:
- Toegang tot informatie over luchtkwaliteit
- Nanodeeltjes en hun onbekende effecten voor mens en milieu
- Burgernetwerk Leefmilieu verankerd
- Platform Groen in Nijmegen
- Stadsbrug
- Milieuvergunningen

Verder organiseert men jaarlijks diverse bijeenkomsten en is men gericht op samenwerking met andere verenigingen en organisaties. Voorbeeld van van deze samenwerking is onder meer wikilucht.